# Timtaghene
Timtaghene è un comune rurale del Mali facente parte del circondario di Tessalit, nella regione di Kidal.